# Go Steady
Go Steady è il primo singolo del gruppo musicale inglese The Lambrettas, pubblicato nel 1979 dalla Rocket Records.
Come Lato B vennero scelte Cortinas e Listen Listen Listen.

## Tracce
Lato A:
1. Go Steady

Lato B:
1. Cortinas
2. Listen Listen Listen

## Musicisti
- Jez Bird - Cantante e Chitarrista
- Doug Sanders - Voce secondaria e Chitarrista
- Mark Ellis - Bassista
- Paul Wincer - Batterista